# T-Bank
T-Bank (Т-Банк) (tidligere Tinkoff Bank) er en russisk online bank, der er baseret i Moskva. Den blev etableret af Oleg Tinkov i 2006, som fortsat er den største aktionær. Banken satser digitalt, de har ingen filialer.
Oleg Tinkov etablerede Tinkoff Credit Systems i 2006 efter et samarbejde med konsulenter fra Boston Consulting Group.
Tinkoff Bank har været sponsor for flere cykelhold, her i blandt Tinkoff og Tinkoff Credit Systems.